# Bruce Bawer
Theodore Bruce Bawer (* 31. Oktober 1956 in New York City) ist ein US-amerikanischer Literaturkritiker, Filmkritiker, Dichter, politischer Autor und Aktivist der Schwulenbewegung. 

## Leben
Bekannt wurde Bawer vor allem durch seine politischen Schriften zu den Themen Christentum, Homosexualität und Islam. Während Bawer in früheren Werken vor allem den christlichen Fundamentalismus in den USA bzw. dessen Homophobie kritisierte, wandte er sich mit seinen jüngeren Schriften verstärkt der Islamkritik zu.
In seinem Buch While Europe Slept: How Radical Islam is Destroying the West from Within, das auch in niederländischer Übersetzung erschienen ist, kritisiert er radikale Ausprägungen des Islams als einen dem Nationalsozialismus und Kommunismus vergleichbaren Totalitarismus. In The New Quislings vergleicht Bawer die norwegische Linke mit Vidkun Quisling und behauptet, dass sie die von Anders Behring Breivik verübten Terroranschläge  benutzt haben, um islamkritische Stimmen verstummen zu lassen.
Bawer wurde von dem rechtsextremen Attentäter Anders Behring Breivik in dessen Manifest 2083 – Eine europäische Unabhängigkeitserklärung zitiert, in dem Breivik Bawer als sein ideologisches Vorbild bezeichnete.
Neben mehreren Büchern schrieb er unter anderem für Newsweek und The Wall Street Journal. Im deutschsprachigen Monatsmagazin Eigentümlich frei Nr. 93 (Juni 2009) ist er mit dem Artikel Einwanderung und Wohlfahrtsstaat: Die Erben Pim Fortuyns vertreten.
Im Jahre 1998 zog er von New York nach Amsterdam, weil er hier eine größere Toleranz hinsichtlich seiner Homosexualität erwartete. Heute lebt er mit seinem Partner in Oslo.

## Werke
- The Middle Generation: The Lives and Poetry of Delmore Schwartz, Randall Jarrell, John Berryman, and Robert Lowell, Archon Books, 1986, ISBN 978-0-208-02125-0
- The Contemporary Stylist, Harcourt Brace Jovanovich, 1987, ISBN 978-0-15-513716-5
- Diminishing Fictions: Essays on the Modern American Novel and its Critics, Graywolf Press, 1988, ISBN 978-1-55597-109-0
- The Screenplay’s the Thing: Movie Criticism, 1986–1990, Archon Books, 1992, ISBN 978-0-208-02332-2
- A Place at the Table: The Gay Individual in American Society. Simon and Schuster. 1994. ISBN 978-0-671-89439-9.
- Prophets and Professors: Essays On the Lives and Work of Modern Poets, Story Line Press, 1995, ISBN 978-1-885266-04-0
- Beyond Queer: Challenging Gay Left Orthodoxy, Free Press, 1996, ISBN 978-0-684-82766-7
- Stealing Jesus: How Fundamentalism Betrays Christianity. Random House Digital, Inc. 1998. ISBN 978-0-609-80222-9.
- While Europe Slept: How Radical Islam is Destroying the West from Within, Random House Digital, Inc., 2006, ISBN 978-0-385-51472-9
- Surrender: Appeasing Islam, Sacrificing Freedom. 2009. ISBN 978-0-385-52398-1.
- The New Quislings: How the International Left Used the Oslo Massacre to Silence Debate About Islam, 2012, ISBN 978-0-06-218869-4.
- The Victims' Revolution: The Rise of Identity Studies and the Closing of the Liberal Mind, 2012, ISBN 978-0-06-180737-4